# Leichtathletik-Weltmeisterschaften 2023/Teilnehmer (Sambia)
| Goldmedaillen | Silbermedaillen | Bronzemedaillen |
| ------------- | --------------- | --------------- |
| —             | —               | —               |

Der Leichtathletikverband Sambias hat für die Leichtathletik-Weltmeisterschaften 2023 in Budapest zwei Sportler gemeldet.

## Ergebnisse

### Frauen

#### Laufdisziplinen
| Athletin     | Disziplin | Vorlauf | Vorlauf | Halbfinale | Halbfinale | Finale | Finale |
| Athletin     | Disziplin | Zeit    | Platz   | Zeit       | Platz      | Zeit   | Platz  |
| ------------ | --------- | ------- | ------- | ---------- | ---------- | ------ | ------ |
| Rhoda Njobvu | 200 m     | 23,82 s | 43      | DNQ        | DNQ        | –      | –      |

### Männer

#### Laufdisziplinen
| Athlet           | Disziplin | Vorlauf              | Vorlauf              | Halbfinale           | Halbfinale           | Finale               | Finale               |
| Athlet           | Disziplin | Zeit                 | Platz                | Zeit                 | Platz                | Zeit                 | Platz                |
| ---------------- | --------- | -------------------- | -------------------- | -------------------- | -------------------- | -------------------- | -------------------- |
| Muzala Samukonga | 400 m     | nicht auf Startliste | nicht auf Startliste | nicht auf Startliste | nicht auf Startliste | nicht auf Startliste | nicht auf Startliste |